# Angela Salvi
Angela Salvi (* 12. November 1988 in Québec) ist eine kanadische Biathletin.
Angela Salvi trat erstmals bei den Junioren-Weltmeisterschaften 2009 in ihrer kanadischen Heimat in Canmore international in Erscheinung. Im Einzel lief sie auf den 49. Platz, im Sprint wurde sie 46. und im auf dem Sprint aufbauenden Verfolgungsrennen verbesserte sie sich bis auf den 40. Rang. Im Leistungsbereich tritt sie seit der Saison 2006/07 an, wurde beispielsweise in der Gesamtwertung des Biathlon-NorAm-Cup 2007/08 21. In Canmore konnte sie bei einem Einzel im Rahmen des Biathlon-NorAm-Cup 2009/10 ihren ersten Sieg erringen.